# Сусами
Суса́ми (яп. すさみ町 Сусами-тё:) — посёлок в Японии, находящийся в уезде Нисимуро префектуры Вакаяма. Площадь посёлка составляет 174,71 км², население — 4291 человек (1 августа 2014), плотность населения — 24,56 чел./км².

## Географическое положение
Посёлок расположен на острове Хонсю в префектуре Вакаяма региона Кинки. С ним граничат посёлки Кусимото, Кодзагава, Сирахама.

## Население
Население посёлка составляет 4291 человек (1 августа 2014), а плотность — 24,56 чел./км². Изменение численности населения с 1980 по 2005 годы:
| 1980 | 7299 чел. |  |
| 1985 | 6777 чел. |  |
| 1990 | 6309 чел. |  |
| 1995 | 6066 чел. |  |
| 2000 | 5952 чел. |  |
| 2005 | 5293 чел. |  |

## Символика
Деревом посёлка считается кастанопсис, цветком — Crinum asiaticum, птицей — Zosterops japonicus.

## Подводный почтовый ящик
В море рядом с Сусами на глубине 10 м расположен «почтовый ящик», официально являющийся частью почтовой системы Сусами, установленный в 1999 году. Письма в него, упакованные в специальные водонепроницаемые конверты, опускают дайверы. К 2005 году через него было отправлено более 20 тысяч писем. В день число таких писем доходило до 200 штук.